# 拉斯·欣内堡
拉斯·欣内堡（德語：Lars Hinneburg，1965年6月15日—），德国男子游泳运动员。他曾代表东德参加1988年夏季奥林匹克运动会游泳比赛，获得男子4×100米自由泳接力银牌和男子4×200米自由泳接力铜牌。